# Haitham Mustafa
Haitham Mustafa (19 de julho de 1977) é um futebolista sudanês que atua como meia-atacante.

## Carreira
Haitham Mustafa representou o elenco da Seleção Sudanesa de Futebol no Campeonato Africano das Nações de 2012.